# La tierra baldía (película de 2020)
La tierra baldía ( persa : دشت خاموش, romanizado : Dashte khamoush, título internacional The Wasteland) es una película dramática iraní de 2020 dirigida y escrita por Ahmad Bahrami. La película se estrenó el 3 de septiembre de 2020 en el 77.º Festival Internacional de Cine de Venecia, donde ganó el Premio Orizzonti.

## Sinopsis
Una fábrica remota de fabricación de ladrillos produce ladrillos de una manera antigua. Muchas familias de diferentes etnias trabajan en la fábrica y el patrón parece tener la clave para solucionar sus problemas. Lotfollah (Ali Bagheri), de 40 años, nacido en el lugar, es el supervisor de la fábrica y actúa como intermediario entre los trabajadores y el jefe. Boss (Farrokh Nemati) hace que Lotfollah reúna a todos los trabajadores frente a su oficina. Quiere hablar con ellos sobre el cierre de la fábrica. Todo lo que importa ahora a Lotfollah es mantener ilesa a Sarvar (Mahdie Nassaj), la mujer de la que ha estado enamorado durante mucho tiempo.

## Reparto
- Ali Bagheri como Lotfollah
- Farrokh Nemati como jefe de Lotfollah
- Mahdie Nassaj como Sarvar
- Sepehr Sepi como pianista
- Touraj Alvand
- Majid Farhang
- Naser Alaghemandan
- Narges Amini
- Mohsen Yeganeh
- Razie Iraní
- Shaghayegh Aghazadeh
- Mahtab Khosh Manesh
- Ahoura Bahrami
- Parsa Sobhani
- Arsha Sobhani
- Barsa Bahrami
- Mina sarghare

## Recepción

### Premios y nominaciones
| Año  | Premio                                              | Categoría                                           | Nominado           | Resultado |
| ---- | --------------------------------------------------- | --------------------------------------------------- | ------------------ | --------- |
| 2021 | Festival de Cine de Arte                            | Mejor película: Ángel azul                          | Ahmad Bahrami      | Nominado  |
| 2021 | Premios de cine de Asia                             | Mejor nuevo director                                | Ahmad Bahrami      | Nominado  |
| 2021 | Premios de cine de Asia                             | Mejor Fotografía                                    | Masud Amini Tirani | Nominado  |
| 2021 | Festival Internacional de Cine de Bogotá            | Mejor Película – Premio Radiónica de la Juventud    | Ahmad Bahrami      | Nominado  |
| 2020 | Festival Internacional de Cine de Venecia           | Orizzonti                                           | Ahmad Bahrami      | Nominado  |
| 2022 | Gran celebración de los directores de cine iraníes  | Mejor director de cine novel                        | Ahmad Bahrami      | Nominado  |
| 2022 | Asociación de Escritores y Críticos de Cine de Irán | Mejor Creatividad y Talento (primeros realizadores) | Ahmad Bahrami      | Nominado  |